# Millan
Millan (Milland in tedesco) è una frazione di Bressanone con circa 4.500 abitanti in Alto Adige (Italia).

## Geografia

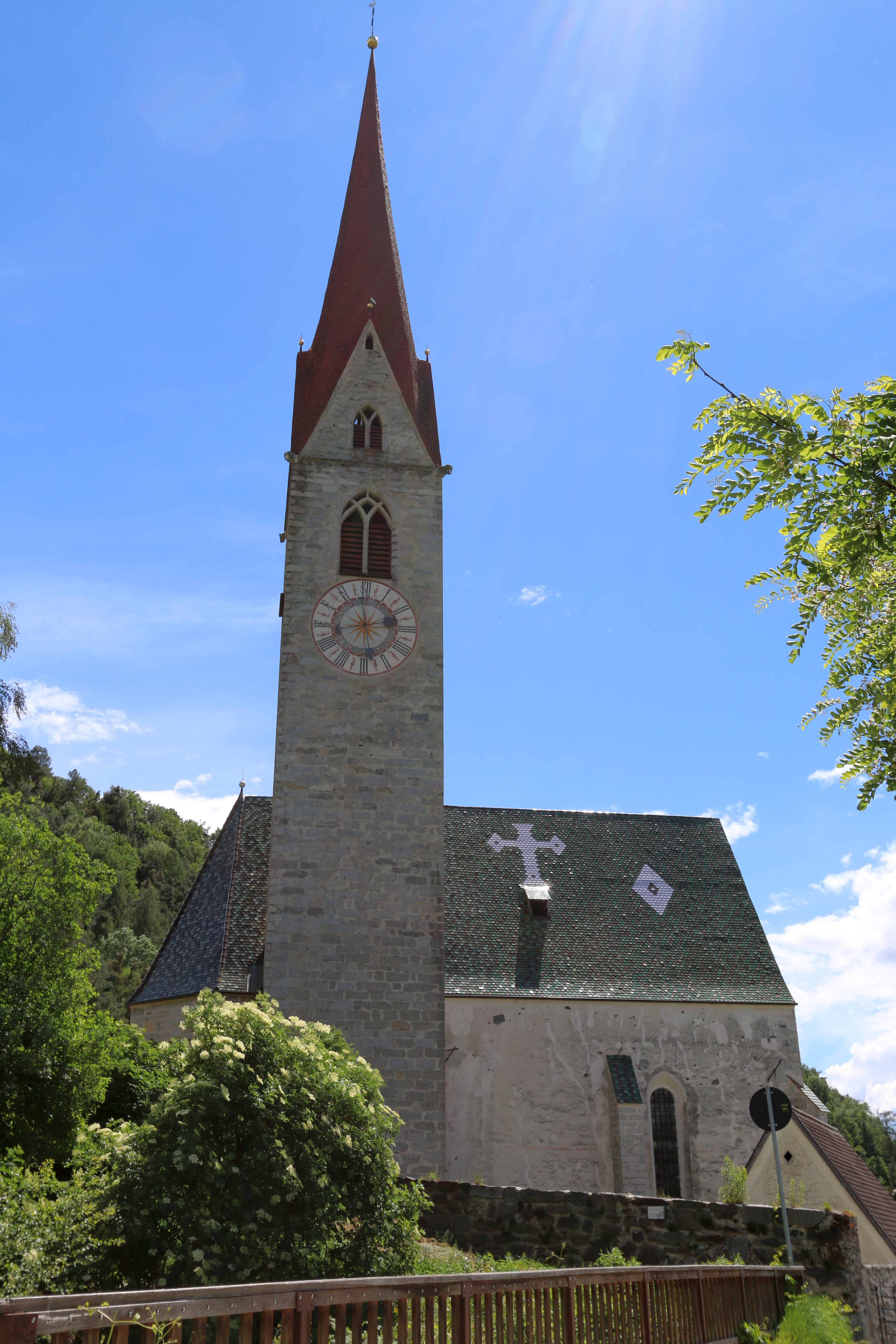
La chiesa "Maria am Sand"

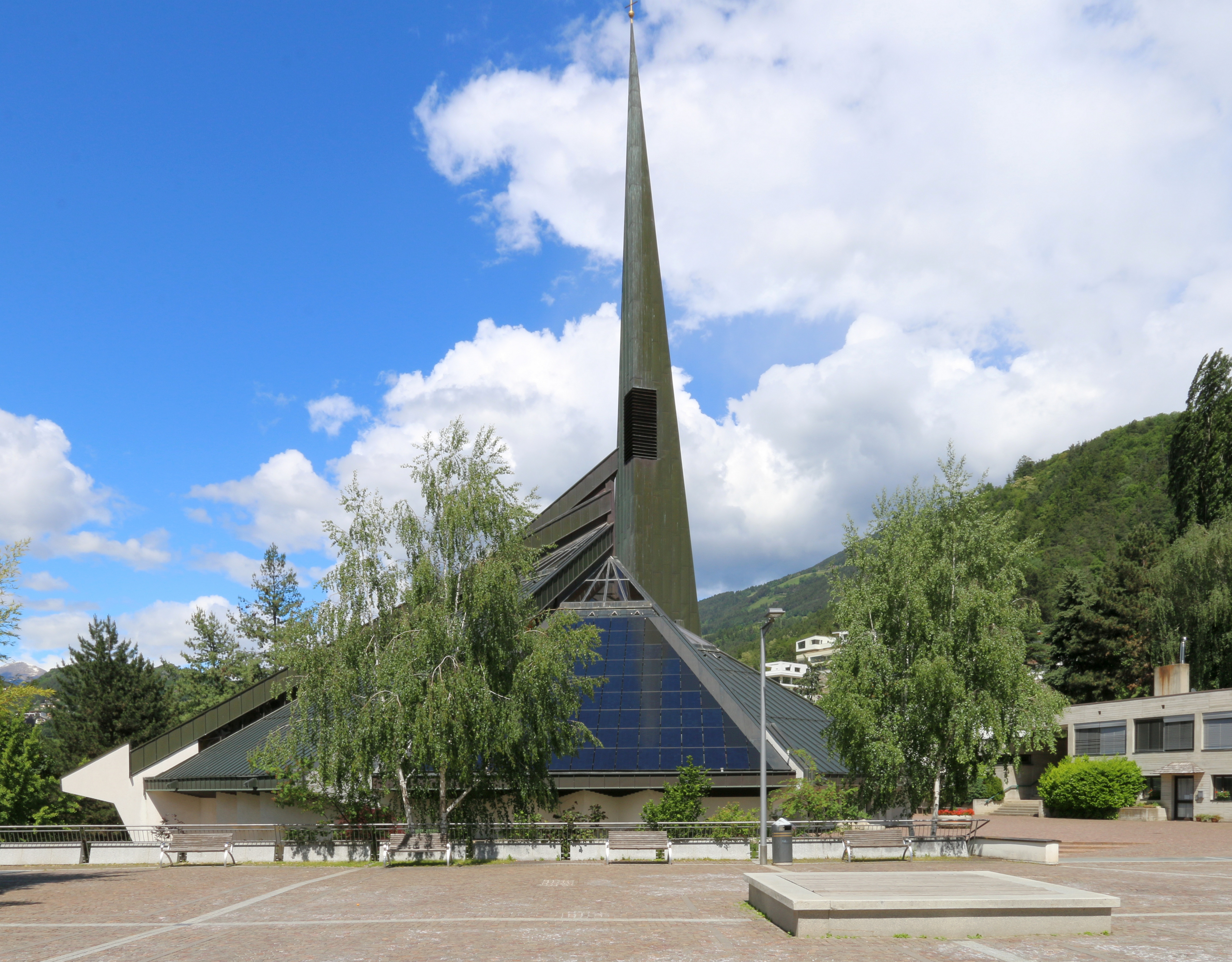
La chiesa "Josef Freinademetz"

Millan è sulla strada per la frazione di Sant'Andrea nel sud-est della città di Bressanone ed è separata da esso dal fiume Isarco. A nord, il confine tra Millan e Bressanone non è chiaro (si trova nei pressi del ristorante "Brixner Hof"). A sud si trova Sarnes. Millan è attraversata dal rio Trametsch e l'Isarco.
Il rio Trametsch ha più volte devastato con inondazioni l'abitato di Millan; solamente con i lavori effettuati tra il 1950 e il 1959 si sono risolti.

## Storia
Sopra Millan a metà strada per arrivare a Sant'Andrea si trovano resti risalenti all'epoca pre-cristiana. Reperti precedenti non si trovano, dato anche che la conca di Bressanone era una zona paludosa. Millan è documentato fin dall'anno 893 (otto anni prima di Bressanone, 901), quando il re Arnolfo di Carinzia restituì alla chiesa di Säben-Bressanone il diritto di legna e caccia in una zona comprendente anche il “vicus Millana”. All'epoca la popolazione dipendeva ecclesiasticamente dalla Parrocchia di Sant'Andrea.
Dal 1788 Millan divenne stazione pastorale autonoma, e nel 1891 con disposizione governativa  è stata elevata a parrocchia.
Dal 28 agosto 1928 Millan fa parte del Comune di Bressanone e dopo la seconda guerra mondiale è andata sempre più crescendo insieme alla città.
La messa in funzione della funivia della Plose che partiva da Millan per la frazione di Sant'Andrea e da qui a Valcroce avvenne nel 1964. L'impianto restò in funzione fino alla stagione 1985/86, quando venne chiuso in quanto obsoleto. Successivamente ne venne costruito un che partiva direttamente da Sant'Andrea.

## Società

### Evoluzione demografica
Nel 1800 Millan contava circa 200 abitanti; nel 1900 divennero circa 500 e prima dello scoppio della seconda guerra mondiale erano circa 800 abitanti. Dopo il 1945, la popolazione è aumentata nel corso di attività di ricostruzione e nel giro di 50 anni è pari a circa 4.500 abitanti.

## Cultura

### Karlspromenade
La Karlpromenade ("passeggiata di Karl") è posta sul lato est della valle e parte da Bressanone arrivando a Millan. Prende il nome dall'imperatore Carlo I, che spesso soggiornava presso la clinica privata di Otto von Guggenberg. La costruzione della centrale idroelettrica, rese la Promenade impercorribile fino a che il comune di Bressanone ha ristabilito il percorso.

### Karlsburg
L'antico castello non è stato distrutto dai francesi durante le guerre napoleoniche del 1810.

### Maria am Sand
Il santuario di "Maria am Sand", ovvero la Madonna delle Grazie, è la vecchia chiesa parrocchiale di Millan costruita intorno al 1300. Al suo interno si trova un dipinto di Maria che dona una pera al figlio Gesù. L'edificio risale al XIV secolo ma in seguito venne ampliata: fu costruita una navata a volta assieme al campanile ed a un arco in stile gotico (1464). Intorno al 1640, durante la peste nella zona di Bressanone, la chiesa divenne una chiesa di pellegrinaggio sempre più popolare, e c'era il detto: "Maria am Sand è il più forte in tutto il paese". Nel XVIII secolo la chiesa gotica fu barocchizzata.

### La nuova chiesa parrocchiale
La nuova chiesa parrocchiale è dedicata a Josef Freinademetz, padre missionario in Cina. Fu progettata dall'architetto Othmar, in arte contemporanea a forma di una tenda e costruita tra il 1984 e il 1985 ed è stata consacrata il 19 ottobre 1985 dal Vescovo diocesano Joseph Gargitter.